# Angel (namn)
Angel är ett namn som används både som förnamn och efternamn. Som förnamn används det både av män och av kvinnor.
721 män har namnet i Sverige och 201 kvinnor. Flest bärare finns i Stockholm, där 325 män och 54 kvinnor har namnet.

## Personer med efternamnet Angel
- Anton Angel (1839–1909), svensk politiker
- Ayana Angel (född 1979), amerikansk porraktris
- Criss Angel (född 1967), grekisk-amerikansk illusionist
- Gösta Angel (1889–1977), svensk ingenjör
- Heather Angel (1909–1986), brittisk-amerikansk skådespelare
- Jimmie Angel (1899–1956), amerikansk flygare
- Juan Pablo Ángel (född 1975), colombiansk fotbollsspelare
- Philips Angel, flera personer
  - Philips Angel I (1616–efter 1683), nederländsk stillebenmålare
  - Philips Angel II (omkring 1618–efter 1664), nederländsk målare, etsare, författare och kolonial administratör
- Tryggve Angel (1921–2012), svensk ingenjör

## Personer med förnamnet eller artistnamnet Angel (urval)

### Män
- Angel Angelov (född 1948), bulgarisk boxare
- Ángel Cabrera (född 1969), argentnsk golfspelare
- Ángel Correa (född 1995), argentinsk fotbollsspelare
- Ángel Di María (född 1988), argentinsk fotbollsspelare
- Angel Krstev (född 1980), tjeckisk ishockeyspelare
- Ángel Nieto (född 1947), spansk roadracingförare
- Ángel de Oro (född 1988), mexikansk fribrottare
- Àngel Rangel (född 1982), spansk fotbollsspelare
- Jesús Ángel García (född 1959), spansk kappgångare
- Miguel Ángel Angulo (född 1977), spansk fotbollsspelare
- Miguel Ángel Guerra (född 1953), argentinsk racerförare
- Miguel Angel Leoni (1582– 1610), spansk-italiensk konstnär
- Miguel Ángel Moyà (född 1984), spansk fotbollsmålvakt

### Kvinnor
- Angel Coulby (född 1980), brittisk skådespelare
- Angel Dark (född 1982), slovakisk porrskådespelare
- Angel Haze (född 1991), amerikansk rappare
- Angel Long (född 1980), brittisk porrskådespelare
- Angel McCoughtry (född 1986), amerikansk basketspelare
- Angel Perkins (född 1984), amerikansk kortdistanslöpare